# Punica protopunica
Punica protopunica, el granado de Socotora, es una de las dos únicas especies, del género Punica. Es endémica de la isla de Socotra, cerca del cuerno africano de Somalia. Se encuentra en peligro de extinción.

## Descripción
Arbusto menos conocido que Punica granatum (el granado); pertenece a la subfamilia de las Punicoideae recientemente clasificada dentro de la familia Lythraceae.
Las diferencias con el granado común residen en en que las flores son períginas y tienen un verticilo carpelar único. Además estas flores son de color rosado en lugar de rojo y el fruto es menor y menos dulce.

## Taxonomía
Punica protopunica fue descrita por Isaac Bayley Balfour y publicado en  Proc. Roy. Soc. Edinb. xi. (1882) 512.